# Ebmath
Ebmath ist ein Ortsteil der Gemeinde Eichigt im Vogtlandkreis in Sachsen. Der Ort liegt südlich des Kernortes Eichigt an der Staatsstraße S 308. Nördlich des Ortes verläuft die S 309 und südlich die Staatsgrenze zu Tschechien. Südlich und südwestlich des Ortes erstreckt sich das etwa 135 ha große Naturschutzgebiet Dreiländereck. Ebmath wurde 1378 ersterwähnt.

## Öffentlicher Nahverkehr
Ebmath wird von der vertakteten RufBus-Linie 56 des Verkehrsverbunds Vogtland mit Oelsnitz und Eichigt verbunden. In Bergen besteht Anschluss zum RufBus nach Adorf.

## Kulturdenkmale
In der Liste der Kulturdenkmale in Eichigt sind für Ebmath sechs Kulturdenkmale aufgeführt.

## Persönlichkeiten
- Arthur Arzt (1880–1953), Lehrer in Ebmath, späteres MdL